# Corneliu E. Giurgea
Corneliu E. Giurgea (n.1923, București - d.1995, Bruxelles) a fost un medic neurofiziolog român- belgian, evreu de origine, care de-a lungul timpului a reușit să se impună ca o autoritate internațională în domeniul neuroștiințelor. Activitatea sa s-a desfășurat atât în România (1949-1962), cât și în Belgia (1962-1995).
A fost profesor la Universitatea de Medicină și Farmacie „Carol Davila” din București și Doctor în Psihologie la Institutul Pavlovian din Leningrad, Rusia.
În 1963 a emigrat în Belgia, unde a fost numit șef al Departamentului de Neurofarmacologie, din cadrul companiei UCB. În 1965 a fost numit profesor asociat de psihofarmacologie la Universitatea Catolică din Louvain.
În anul 1964 a devenit primul care a sintetizat piracetamul. Ulterior, pe baza studiilor acestei acetamide, a definit în 1972 conceptul de Nootrop, caracterizând astfel anumite tipuri de medicamente și suplimente alimentare ce au ca efect stimularea funcțiilor cognitive. Argumentul său a fost acela că „omul nu va aștepta pasiv milioane de ani până când evoluția îi va oferi un creier mai bun” (franceză L'Homme ne va pas passivement attendre des millions d'années pour que l'évolution lui offre un meilleur cerveau).

## Lucrări publicate
- Corneliu E. Giurgea. Elaborarea reflexului condiționat prin excitarea directă a scoarței cerebrale. Editura Academiei Republicii Populare Române, 1953
- Corneliu E. Giurgea. Fiziologie normală și patologică: culegere de lecții. Institutul pentru Perfecționarea și Specializarea Medicilor și Farmaciștilor. 1956
- Corneliu E. Giurgea. Vers une pharmacologie de l'activité integrative du cerveau. Tentative du concept nootrope en psychopharmacologie" - Actualités Pharmacologiques, Vol.25, pp 115–156, 1972
- Corneliu E. Giurgea. Fundamentals to a pharmacology of the mind (American lecture series; publication no.1041) - Ed. Thomas Springfield, Chicago, Illinois (USA), 1981
- Corneliu E. Giurgea. The nootropic concept and its prospective implications - Drug Development Research, Vol. 2, Issue 5, pp 441–446, 1982
- Corneliu E. Giurgea. L'héritage de Pavlov: un demi-siècle après sa mort - Ed. Pierre Mardaga, Bruxelles, 1986
- Corneliu E. Giurgea, Marie Bronchart. Le vieillissement cérébral: normal et réussi, le défi du XXIe siècle. 1993

## Legături externe
- The Discovery of Nootropics: A History of the Inadvertent Sy